# Глубокий обзор эклиптики
Глубокий обзор эклиптики (англ. Deep Ecliptic Survey) — проект по поиску объектов пояса Койпера, с использованием средств Национальной оптической астрономической обсерватории (NOAO) в Национальной обсерватории Китт-Пик. Глава проекта — Боб Миллис (Bob Millis). Проект действовал с 1998 года до конца 2003 года.
На 2002 год было открыто 234 объекта (койпероиды и кентавры, которые получили временные обозначения или постоянные номера. Среди них — (28978) Иксион и (87555) 2000 QB243 (pt:(87555) 2000 QB243).
Первые Обзор покрыл почти 600 квадратных градусов небесной сферы с чувствительностью +22,5m, то есть, должно было быть обнаружено более 50% объектов в пределах такой видимой величины. В итоге удалось выявить 468 объектов, движущихся медленнее 15′′в час, из которых 272 получили официальные обозначения.
Обзор также установил среднюю плоскость пояса Койпера и ввёл новое формальное определение динамических классов транснептуновых объектов.